# Alexandra Paul
Alexandra Elizabeth Paul (født 29. juli 1963) er en amerikansk skuespillerinde, tidligere fotomodel og sundhedscoach. Paul er mest kendt for sin medvirken som  Lt. Stephanie Holden i TV-serien Baywatch. I rollen som Stephanie Holden medvirkede Paul i perioden 1992 - 1997. Paul har også medvirket i serien Melrose Place.

Foruden medvirken i TV-serier har Paul medvirket i flere end 40 film:
| År   | Titel                     | Role                                    |
| ---- | ------------------------- | --------------------------------------- |
| 1983 | American Nightmare        | Isabelle                                |
| 1983 | Christine                 | Leigh Cabot                             |
| 1984 | Just the Way You Are      | Bobbie                                  |
| 1985 | American Flyers           | Becky                                   |
| 1986 | 8 Million Ways to Die     | Sunny                                   |
| 1987 | Dragnet                   | Connie Swail                            |
| 1988 | After the Rain            | Petra Guera                             |
| 1988 | Sötétségből a fénybe      | Jean Lindsay                            |
| 1991 | Millions                  | Giulia Ferretti                         |
| 1991 | In Between                | Amy Budd                                |
| 1992 | Prey of the Chameleon     | Carrie                                  |
| 1993 | Sunset Grill              | Anita                                   |
| 1994 | Nothing to Lose           | Natasha                                 |
| 1994 | The Paperboy              | Melissa Thorpe                          |
| 1995 | Cyber Bandits             | Rebecca Snow                            |
| 1996 | Spectre                   | Maura South                             |
| 1996 | Kid Cop                   | Sarah Hansen                            |
| 1996 | Spy Hard                  | Woman In Murphy Bed                     |
| 1997 | Kiss & Tell               | Bambi                                   |
| 1998 | 12 Bucks                  | Epiphany Lovejoy                        |
| 2000 | Revenge                   | Laura Underwood                         |
| 2000 | The Brainiacs.com         | Kara Banks                              |
| 2001 | Above & Beyond            | Jill Amorosa                            |
| 2001 | 10 Attitudes              | Leslie                                  |
| 2001 | Facing the Enemy          | Olivia McCleary                         |
| 2001 | Diary of a Sex Addict     | Katherine                               |
| 2001 | Exposure                  | Jackie Steerman                         |
| 2002 | Redemption of the Ghost   | Audrey Powell                           |
| 2003 | Outrage                   | Lainie Wheeler                          |
| 2008 | Tru Loved                 | Leslie                                  |
| 2008 | Murder Dot Com            | Stacy                                   |
| 2009 | Christmas Crash           | Christine Johnson                       |
| 2009 | He's Such a Girl          | Linda                                   |
| 2009 | Family of Four            | Janice Baker                            |
| 2010 | In My Sleep               | Roxana                                  |
| 2010 | The Boy She Met Online    | Tori Winters                            |
| 2011 | Javelina                  | Lora                                    |
| 2012 | 16-Love                   | Margo Mash                              |
| 2012 | The Frankenstein Brothers | Laurie Martinson                        |
| 2015 | Flirting with Madness     | Detective Kathy Schumaker               |
| 2016 | Dirty                     | Assistant District Attorney Sara Dunlap |
| 2018 | Say Yes                   | Mrs. Muñoz                              |
| 2019 | The Estate                |                                         |
| 2019 | Pink Skies Ahead          | Mercedes                                |